# Kimbanguism
Kimbanguism är en stor inhemsk afrikansk kyrka, grundad av baptisten Simon Kimbangu i dåvarande Belgiska Kongo 1921.
Kyrkans officiella namn är Jesu Kristi Kyrka på Jorden enligt profeten Simon Kimbangu (Église de Jesus Christ sur Terre par le Prophète Simon Kimbangu) och har ett par miljoner medlemmar i Demokratiska Republiken Kongo.